# Adenanthera pavonina

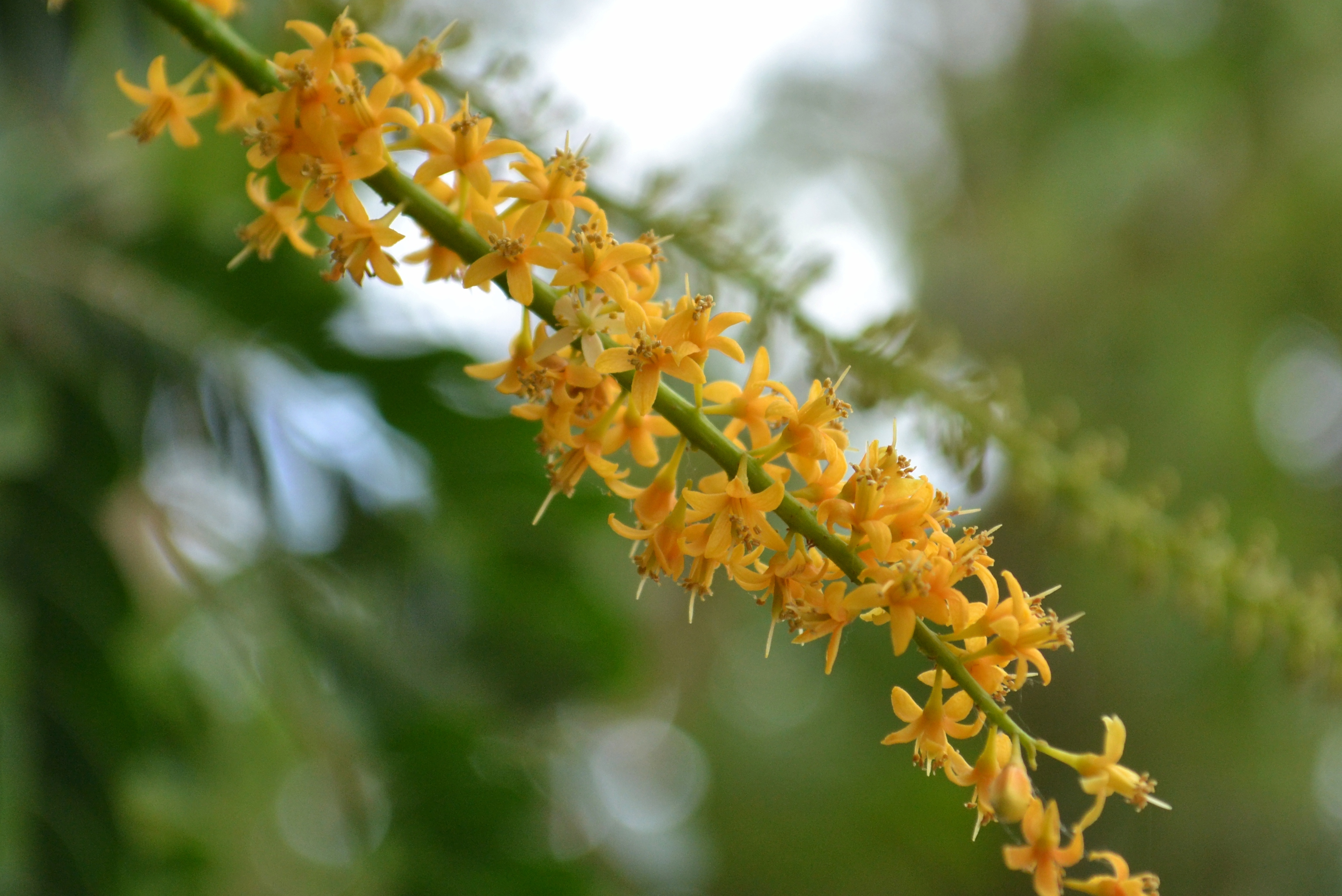
Blütenstand

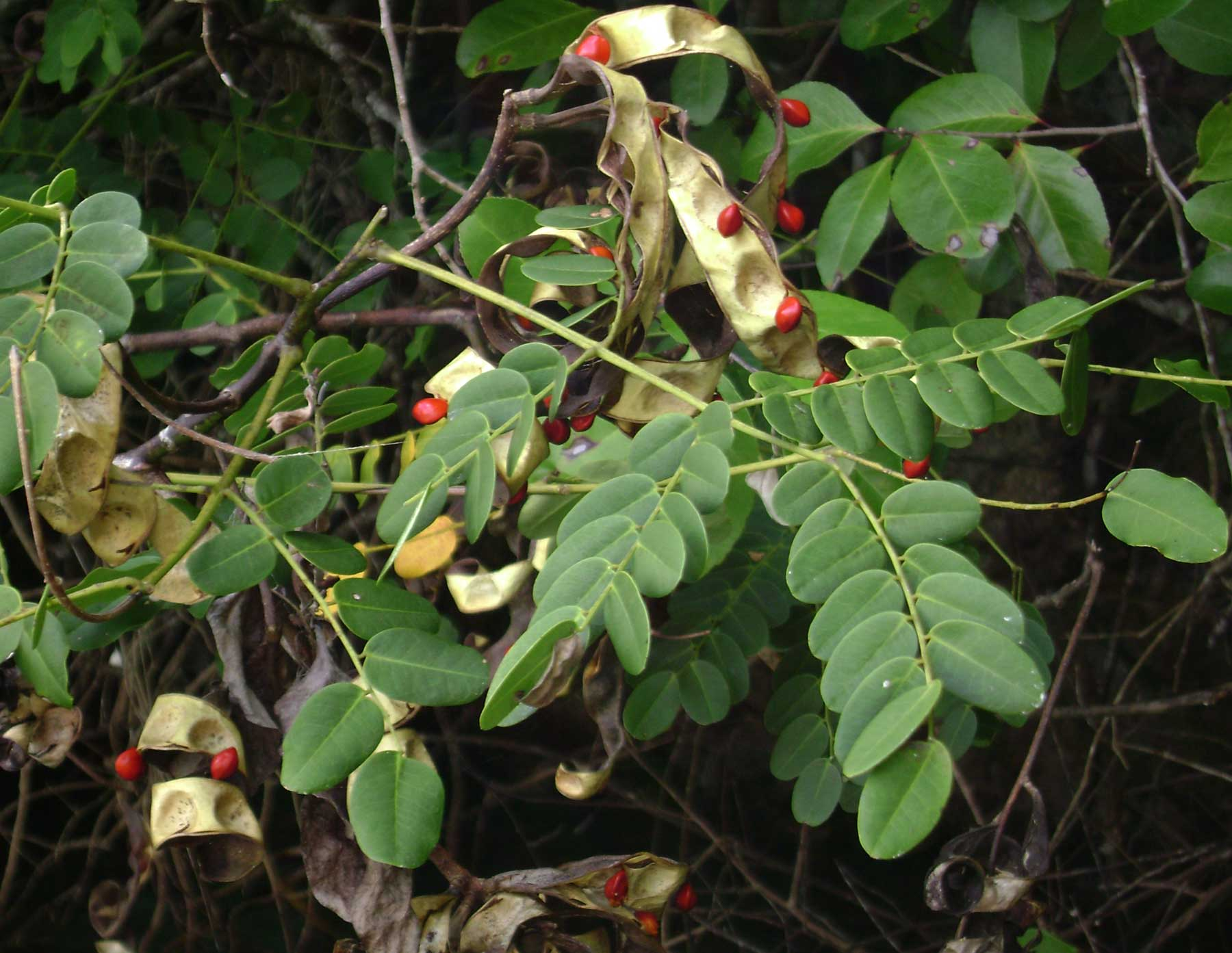
Reife Hülsenfrüchte, Blätter und Samen

Adenanthera pavonina oder Condoribaum, (Indischer) Korallenbaum, (Falsches) Rotes Sandelholz, ist ein Baum in der Familie der Hülsenfrüchtler in der Unterfamilie der Mimosengewächse aus Ost- und Südostasien. Er wurde auch im tropischen Afrika und Amerika sowie in Südasien eingeführt.

## Beschreibung
Adenanthera pavonina ist ein laubwerfender Baum, der Wuchshöhen von 10–15 Meter oder mehr erreicht. Der Stammdurchmesser beträgt etwa bis 40–50 Zentimeter. Die relativ glatte Borke ist bräunlich und leicht rissig.
Die gestielten Laubblätter sind doppelt, mehr oder weniger wechselnd, paarig oder unpaarig gefiedert. Es sind bis sechs Paare primäre Fiedern mit jeweils 8–21 Blättchen vorhanden. Die Blätter sind bis etwa 30 Zentimeter lang, der Blattstiel bis 5–8 Zentimeter. Die unterseits helleren, eiförmigen bis elliptischen, kahlen und ganzrandigen Blättchen sind fast sitzend und bis 2,5–3,5 Zentimeter lang und bis 1,5–2,5 Zentimeter breit. An der Basis ist die Blättchenspreite oft ungleich, die Spitze ist abgerundet.
Es werden endständige, gestielte und 12–15 Zentimeter lange, traubig-rispige, zylindrische Blütenstände gebildet. Die gestielten, duftenden Blüten sind gelblich-grün bis orange und fünfzählig mit doppelter Blütenhülle. Der kleine, becherförmig verwachsene Kelch hat kleine Zipfel. Die kurz verwachsenen Petalen sind länglich und spitz. Es sind 8–10 knapp vorstehende Staubblätter mit dicklichen Staubfäden vorhanden, die Antheren haben einen drüsigen, kleinen Fortsatz. Der längliche, kurz gestielte Fruchtknoten ist oberständig mit relativ kurzem, pfriemlichem Griffel mit kleiner, kopfiger Narbe.
Es werden dunkelbraune und ledrige, lange, schmale Hülsenfrüchte gebildet. Sie sind bis 15–22 Zentimeter lang und bis 1,7–2 Zentimeter breit, zwischen den Samen sind sie eingeschnürt und zur Reife verdrehen und verwinden sie sich. Sie enthalten 8–12 rote, mehr oder weniger abgeflachte und rundliche Samen. Die harten Samen sind glatt und glänzend sowie 7,5–10 Millimeter groß. Die Früchte bleiben nach der Reife noch einige Zeit hängen und die Samen bleiben am klebrigen Fruchtfleisch kleben. Sie werden auch als Korallenerbsen oder -beeren bezeichnet.

## Systematik
Die Erstbeschreibung erfolgte 1753 durch Carl von Linné in Sp. Pl.: 384.
Es wird eine Varietät geführt.
- Adenanthera pavonina var. luteosemiralis (G.A.Fu & Y.K.Yang) X.Y.Zhu: Sie kommt nur in China in Hainan vor.[1]

## Verwendung
Die Samen sind essbar und werden roh und gekocht verwendet. Auch die jungen Blätter werden als Gemüse verwendet. Die Samen werden auch zu Schmuck verarbeitet oder als Spielzeug verwendet. Sie wurden früher auch zum Abwägen von Gold, Silber und Diamanten verwendet. Die Samen wurden im historischen Burmesischen Maßsystemen „Großes Ruay“ verwendet.
Das harte und schwere, rötliche Holz wird auch als (Falsches) Rotes Sandel- oder Korallenholz bezeichnet. Es kann für verschiedene Anwendungen genutzt werden.
Aus der Rinde kann ein roter Farbstoff gewonnen werden. Sie kann aber auch als Waschmittel verwendet werden.
Die Rinde, die Blätter und das Holz werden auch medizinisch genutzt.